# Margara
Margara (in armeno Մարգարա?) è un comune dell'Armenia di 1 482 abitanti (2009) della provincia di Armavir. Margara è il valico di frontiera più vicino alla Turchia da Erevan, anche se al momento il confine è chiuso. Margara ha un ponte stradale attraverso il fiume Aras in Turchia.